# Stefania (Kalush Orchestra)
Stefania (in ucraino Стефанія?, Stefanija; AFI: [steˈfɑn⁽ʲ⁾ijɐ], ) è un singolo del gruppo musicale ucraino Kalush Orchestra, pubblicato il 7 febbraio 2022 su etichetta discografica Columbia Records ed Enko.
Il brano ha vinto l'Eurovision Song Contest 2022 con 631 punti totalizzati.

## Descrizione e accoglienza
Stefania, scritta interamente in lingua ucraina, è un'ode alle madri, dipinte come figure forti e amorevoli. È stato descritto dalla critica specializzata come un brano hip hop che mescola il folk tradizionale nazionale. È stato anche incluso nella lista delle migliori canzoni di sempre dell'Eurovision Song Contest dall'Independent e dal Guardian, il primo dei quali l'ha anche eletta la miglior entrata ucraina dalla nascita della manifestazione.

## Promozione

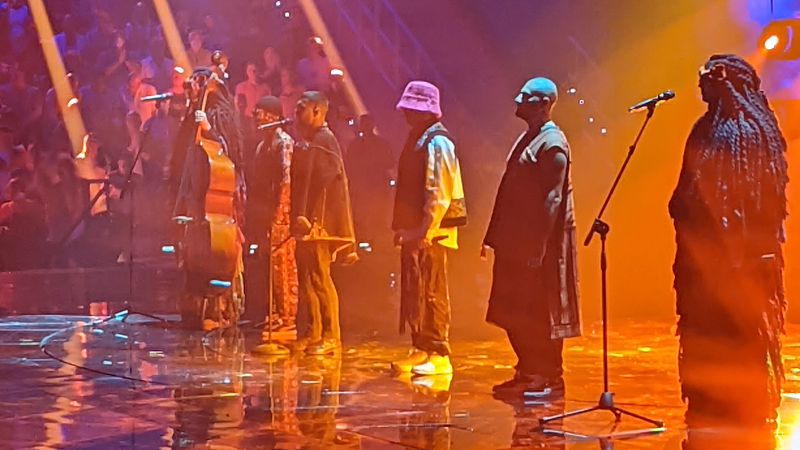
La Kalush Orchestra durante l'esecuzione di Stefania alle semifinali dell'Eurovision Song Contest, 10 maggio 2022

Il 24 gennaio 2022 è stata annunciata la partecipazione della Kalush Orchestra con l'inedito Stefania all'annuale selezione ucraina per l'Eurovision Song Contest. Nella selezione ucraina, che si è svolta il successivo 12 febbraio, i Kalush si sono piazzati secondi, conquistando il primo posto nel televoto e il terzo nel voto della giuria, dietro ad Alina Paš, la quale, tuttavia, ha dovuto ritirare la sua candidatura come rappresentante eurovisiva quattro giorni dopo per via di una controversia. Il 22 febbraio è stata confermata la decisione dell'emittente responsabile per la partecipazione eurovisiva ucraina, UA:PBC, di selezionare i Kalush come rappresentanti nazionali a Torino.
Nel maggio successivo, dopo essersi qualificata dalla prima semifinale dell'Eurovision Song Contest 2022, la Kalush Orchestra si è esibita nella finale eurovisiva, risultando vincitrice con 631 punti totalizzati, di cui 439 dal televoto, ottenendo il record assoluto di voti dal pubblico nella storia della competizione. Si tratta della terza vittoria eurovisiva dell'Ucraina dopo le edizioni 2004 e 2016.

## Video musicale
Il video musicale, divulgato all'indomani del trionfo della formazione all'Eurovision Song Contest, è stato girato tra Buča, Irpin' e Hostomel', alcune delle città colpite dall'invasione russa dell'Ucraina.

## Tracce
Testi e musiche di Ihor Didenčuk, Ivan Klymenko, Oleh Psjuk, Tymofij Muzyčuk e Vitalij Dužyk.
Download digitale
1. Stefania – 2:59

CD singolo
1. Stefania
2. Dodomu (feat. Skofka)
3. Fajna (feat. Skofka)
4. Zori
5. Hory (feat. Al'ona Al'ona)

## Successo commerciale
Stefania ha stabilito il primato per la canzone in ucraino col maggior numero di stream raccolti in una giornata su Spotify in seguito alla vittoria dell'Eurofestival, ricevendone oltre 1,9 milioni e superando Šum dei Go_A.

## Classifiche

### Classifiche settimanali
| Classifica (2022) | Posizione massima |
| ----------------- | ----------------- |
| Austria           | 26                |
| Belgio (Fiandre)  | 24                |
| Croazia           | 6                 |
| Finlandia         | 2                 |
| Germania          | 22                |
| Grecia            | 9                 |
| Irlanda           | 30                |
| Islanda           | 7                 |
| Italia            | 53                |
| Lituania          | 1                 |
| Norvegia          | 19                |
| Paesi Bassi       | 36                |
| Polonia           | 38                |
| Portogallo        | 92                |
| Regno Unito       | 38                |
| Repubblica Ceca   | 22                |
| Slovacchia        | 27                |
| Svezia            | 7                 |
| Svizzera          | 11                |
| Ucraina           | 1                 |

### Classifiche di fine anno
| Classifica (2022) | Posizione |
| ----------------- | --------- |
| Islanda           | 67        |
| Lituania          | 19        |
| Ucraina           | 3         |
| Classifica (2023) | Posizione |
| Ucraina           | 17        |
| Classifica (2024) | Posizione |
| Ucraina           | 75        |

### Classifiche di fine decennio
| Classifica (2020-29) | Posizione |
| -------------------- | --------- |
| Ucraina              | 23        |